# Introducción
En un ensayo, artículo o libro, la introducción es una sección inicial cuyo propósito principal es contextualizar el texto fuente o reseñado y que está expuesto a continuación, en general en forma de cuerpo o desarrollo del tema, y posteriormente conclusiones.
En la introducción normalmente se escribe el tema del documento, y se ofrece un breve resumen del mismo. También puede explicar algunos antecedentes que se consideren importantes para el posterior desarrollo del tema central. Un lector al leer la introducción debería poder hacerse una idea sobre el contenido del texto, antes de comenzar su lectura propiamente dicha.

## Aplicación técnica
En artículos técnicos, la introducción generalmente incluye una o más subsecciones estándar, como lo son el resumen o síntesis, el prefacio y los agradecimientos. La introducción también puede ser un capítulo más del trabajo en sí, dividido en las subsecciones anteriormente mencionadas. Cuando el libro se divide en capítulos numerados, por convención la introducción y cualquier otro asunto delante de las secciones de cuerpo o desarrollo no se enumeran (o se enumeran de manera distinta) y preceden al capítulo 1.
El concepto de introducción es independiente del contenido del documento al cual introduce. Siempre debe presentar el objeto o problema a desarrollar, se trate de una especificación formal, un producto, un personaje o un ente cualquiera.